# Carmelita Fox
La Inspectora Carmelita Montoya Fox es una agente ficticia de la Interpol que sale en la saga de videojuegos Sly Cooper. 
Carmelita es una zorra que lleva años persiguiendo a la Banda de Cooper, formada por Sly Cooper (un mapache que se dedica a robar), Bentley (una tortuga que es el cerebro de la banda) y Murray (un hipopótamo que es los músculos de la banda) con la intención de detenerlos; pero siempre sin resultado. 
El arma de Carmelita es una pistola de rayos paralizante.

## Historia
La familia de Carmelita lleva cuatro generaciones trabajando para la Interpol.

### Sly Raccoon
Carmelita persigue a Sly por diferentes lugares y, en ocasiones pudo perseguirlo cara a cara; pero al final de las misiones nunca consigue capturarlo, y acaba deteniendo al malo con el que se había estado enfrentado Sly durante la misión. En la última misión del videojuego, cuando Sly va a enfrentarse con su enemigo principal (Clockwerk), el mapache descubre que Carmelita está encerrada en una cápsula de su enemigo, ya que este la capturó con el fin de atraer la atención de Cooper, porque sabía que no podría evitar ayudarla. Sly la ayuda a escapar y, Carmelita, agradecida, dice que lo ayudará a acabar con Clockwerk dándole su mochila propulsora; pero para ello necesitará recuperarla, ya que quedó en lo alto de una montaña del volcán Krack-Karov. Sly la recupera y consigue derrotar a Clockwerk. Al final, Carmelita le recuerda a Cooper que a pesar de su ayuda, sigue siendo la agente que lo persigue, por lo que le da diez segundos para que pueda escaparse; pero Sly no huye, sino que espera a que Carmelita termine de contar y, entonces, la besa. La inspectora se queda atónita (ya que en el fondo ama a Sly), y entonces se da cuenta de que el mapache, mientras la besaba, la había encadenado con sus esposas a una barra, momento que aprovecha para escaparse y dejarla tirada con la intención de evitar que lo pille.

### Sly 2: Ladrones de Guante Blanco
Carmelita trabaja con una ayudante que es una agente nueva llamada Neyla. Carmelita, como en el videojuego anterior, persigue a Sly durante las misiones; pero sin resultado. La Inspectora Fox es traicionada por la agente Neyla cuando esta le hace pensar a la jefa de la Interpol (La Condesa) que Carmelita estaba ayudando a la Banda de Cooper. Carmelita es detenida junto a Sly y Murray (Bentley no estaba presente y pudo escapar) y son llevados a la cárcel de la Interpol controlada por la Condesa. Tras ser detenida, Neyla consigue ser ascendida y, con su nuevo rango, intenta detener a la Condesa infiltrándose en su territorio, ya que se descubrió que esta estaba practicando torturas ilegales a los detenidos, que consistían en conseguir lavarles la mente a éstos, para así sacarles la información, como por ejemplo adivinar dónde habían escondido el dinero robado. Bentley consigue liberar a Sly y, después, a Murray. Cooper insiste en ayudar a Carmelita, que está siendo torturada por la Condesa. Entonces consiguen liberarla y acabar con esta, que luego es detenida por la agente Neyla, ya que Carmelita tiene que huir con Sly porque todavía se piensa que ayudaba a este, en vez de perseguirlo. La agente Neyla consigue meterse en el cuerpo de Clockwerk, ya que el segundo videojuego trata sobre que los enemigos de Sly tienen piezas de Clockwerk para uso ilegal propio; pero el último enemigo consiguió unir todas las piezas para meterse en el cuerpo de la lechuza y Neyla lo traicionó, convirtiéndose así en Clock-La. Carmelita vuelva a ayudar a Sly a acabar con su principal enemigo pilotando un helicóptero mientras el mapache dispara. Al final, es Carmelita quien destruye el chip del odio que permitía a Clockwerk seguir con vida, acabando así para siempre con este. Al final del juego, Carmelita consigue recuperar su puesto en la Interpol y detiene a Sly; pero este consigue escapar otra vez.

### Sly 3: Honor Entre Ladrones
En este videojuego, Sly 3: Honor entre ladrones, Carmelita persigue como siempre a Sly; pero al final, en el último episodio del juego, aparece para ayudar a Sly y salvarlo de las malvadas intenciones del Doctor M, confesándole a Sly que le quiere. Tras haberse quedado este sin memoria (de mentira, sólo lo finge) en un accidente con el último enemigo del juego, Carmelita aprovecha para decirle que es su ayudante y así consigue lo que en realidad siempre quería: Ser la novia de Sly Cooper.

### Sly Cooper: Ladrones en el Tiempo
Carmelita también aparece en el cuarto videojuego de la saga Sly Cooper. Ella tiene un noviazgo pleno con Sly Cooper, hasta que se desmascara la verdad y la agente Fox estará furiosa con Sly Cooper. Ya en el final, Fox lo vuelve a amar pero este se va al pasado dejando sola a carmelita.

## Creación & Desarrollo
Carmelita es una zorra con pelaje marrón anaranjado, un lunar debajo del ojo izquierdo y cabello azul espeso y ondulado con flequillo atado en una trenza con una cinta dorada. Su atuendo incluye una blusa azul oscuro que deja al descubierto el abdomen y se abrocha en la parte delantera, pantalones ceñidos de color azul oscuro y una gargantilla de la que cuelga su insignia de INTERPOL. Lleva una chaqueta de cuero marrón claro y guantes amarillos. Lleva un aro dorado en la parte superior de la oreja izquierda. Carmelita usa botas de combate largas de color marrón oscuro o negro; aunque en las escenas de corte de Sly Cooper y Thievius Raccoonus y en su modelo en el juego para dicho juego se muestran con dedos de acero con una estrella de policía amarilla en cada uno.
En las escenas de estilo anime de la versión japonesa del primer juego, los colores azules en su ropa son más cercanos a un tono de negro, y en su lugar usa zapatos marrones.
En Sly Cooper y Thievius Raccoonus , la chaqueta de Carmelita es de color marrón oscuro y tiene cremalleras en las mangas. Su camiseta también tiene una cremallera. Además, lleva una insignia de INTERPOL pegada al cinturón. Todas estas características se eliminarían en sus apariciones posteriores.
En Sly 2: Band of Thieves y Sly 3: Honor Among Thieves , Carmelita reemplaza sus botas originales con punta de acero por botas de combate marrones hasta la rodilla lisas (amarillo-marrón en las escenas y obras de arte en 2D) ahora usa lápiz labial.
En Sly Cooper: Thieves in Time , el conjunto de Carmelita cambia bastante. Ahora luce un sujetador, una minifalda azul oscuro, botas marrones de tacón con hebilla de cinturón y solapas, y las mangas de su chaqueta ahora están enrolladas por encima de los codos. Asimismo, su apariencia física también ha cambiado drásticamente. Junto con los gráficos de alta definición, es más delgada en general, tiene orejas puntiagudas que se abren hacia arriba y mejillas más definidas.
Ha usado otras prendas durante las misiones encubiertas y la vida cotidiana, incluido un vestido de fiesta negro largo con una abertura en el lado izquierdo de la falda, un vestido rojo estilo chino con velo y un vestido azul corto, entre otros.

### Personalidad
La perspectiva de Carmelita sobre el crimen es muy blanca y negra, y cree firmemente que cualquier infractor de la ley debe ser llevado ante la justicia, sin importar cuán menor o mayor sea la infracción. Persiguiendo esta visión con su pistola de choque , Carmelita fue extremadamente rígida en su visión y persiguió a todos los criminales con la misma determinación, desde asesinos a imprudentes y ladrones, extendiéndose hasta Sly y su pandilla. Tanto ella como Sly han reprimido sentimientos románticos el uno por el otro y su relación fue retratada de manera bastante ambigua a lo largo de la serie hasta la conclusión de Sly 3: Honor Among Thieves
A pesar de creer que cualquier criminal debe ser llevado ante la justicia, Carmelita actúa con justicia con sus cautivos, como se evidencia cuando le ofrece a Murray una bolsa de caramelos de goma durante su cautiverio y se asegura de que se sienta cómodo en su celda improvisada. Carmelita es muy dedicada a su trabajo, y debe mantener sus emociones bajo control para mantener su temperamento bajo control. Se ha visto que Carmelita disfruta de las actividades cotidianas cuando no está de servicio, como ver galerías de arte, escuchar música y comprar botas. 
Aunque Carmelita está obsesionada con intentar arrestar a Sly, siente cierto respeto por él y más, aunque realmente no puede admitirlo ante sí misma. Incluso una vez mencionó que era una pena que Sly estuviera trabajando del otro lado de la ley. 
Debido a su actitud rígida, se quedó con el corazón roto y arrepentido cuando se dio cuenta de que Sly la había estado cuidando todo el tiempo después de su desaparición. Al encontrar la imagen durante su cita con Sly, se da cuenta de que no le dio la oportunidad de explicarse, y se lamenta aún más.